# ألم الثدي
أَلَمُ الثَّدْي أو وَجَعُ الثَّدْي (من اليونانية μαστός، «الثدي» وἄλγος، «الألم»)، (بالإنجليزية: Mastodynia/ Breast pain/ Mastalgia) هو أحد الأعراض الطبية. يمكن أن يتراوح الألم وعدم الراحة من بسيط إلى شديد تعجيزي. لا يتضمن هذا التعريف آلام الثدي أثناء الرضاعة أو بعد الفطام، ولكن عادة ما تُصنَّف على أنها احتقان الثدي أو التهاب الثدي.

## الأنواع
يمكن تصنيفه إلى قسمين رئيسيين وِفقًا للأنماط السريرية:
- دوري عند تغيُّر شدة الألم خلال الدورة الشهرية.

الألم الدوري هو النوع الأكثر شيوعًا من آلام الثدي. قد يكون ناجمًا عن التغيرات الشهرية العادية في الهرمونات. يحدث هذا الألم عادة في كلا الثديين. ويُوصف عمومًا بأنه ثقل أو وجع يشع إلى الإبط والذراع. عادةً ما يكون الألم أشد قبل فترة الحيض وغالبًا ما يُعفى عندما تنتهي. يحدث ألم الثدي الدوري في كثير من الأحيان في النساء الأصغر سنًا. وغالبًا يُشفى دون الحاجة لعلاج، ويختفي حدوثه في سن اليأس.
- غير دوري عندما يبقى الألم دون تغيير أثناء الدورة الشهرية. وهذا النوع أقل شيوعًا.

الألم غير الدوري أكثر حدوثا في النساء من عمر 30 إلى 50 سنة. قد يحدث في ثدي واحد فقط. وغالبًا ما يُوصف بأنه آلام حادة تحدث في منطقة واحدة من الثدي. أحيانًا، قد يكون سبب الألم غير الدوري ورم ليفي أو كيس. وإذا تم معرفة سبب الألم غير الدوري، فإن علاج السبب يخفف الألم.

## الأسباب
تترافق آلام الثدي الدورية في كثير من الأحيان مع تغيرات الثدي الكيسية الليفية أو توسع القنوات الثديية ويعتقد أنها بسبب الانحرافات في ديناميكية التغيرات الهرمونية التي تتعلق أساسا باستجابة البرولاكتين لهرمون التحفيز الدرقي. هناك بعض الدرجات من آلام الثدي الدورية التي تكون أمرًا طبيعيًا في الدورة الشهرية، وعادة ما ترتبط مع الحيض و/أو متلازمة ما قبل الحيض (PMS).
من الصعب تشخيص آلام الثدي غير الدورية لاختلاف أسبابها. وفي كثير من الأحيان يكون السبب الجذري لها خارج الثدي. أيضًا تكون بعض الدرجات من آلام الثدي غير الدورية طبيعية بسبب التغيرات الهرمونية في سن البلوغ (في كلا من الفتيات والفتيان)، وفي سن اليأس (فترة انقطاع الطمث) أو خلال الحمل. بعد الحمل؛ يمكن أن يكون ألم الثدي ناتجًا عن الرضاعة الطبيعية. ومن الأسباب الأخرى لآلام الثدي غير الدورية: الإدمان على الكحول مع تلف الكبد (على الأرجح بسبب الأيض غير الطبيعي للستيرويد)، التهاب الثدي وبعض الأدوية مثل الديجيتاليز، وميثيل دوبا (خافض لضغط الدم)، وسبيرونولاكتون، وبعض مدرات البول، وأوكسي ميثولون (منشط)، والكلوربرومازين (مضاد نمطي للذهان). وأيضًا، يمكن أن يسبب الهربس النطاقي طفح تقرحي مؤلم على جلد الثديين.
بشكل عام يمكن أن يزداد ألم الثدي سوءًا مع التغيرات في مستويات الهرمونات أو التغييرات في الأدوية. يمكن أن يؤثر الإجهاد أيضًا على آلام الثدي. وتكون النساء عرضة للإصابة بآلام الثدي قبل سن اليأس أكثر من بعد انقطاع الطمث.

## العلاج
يمكن أخذ مكملات المغنيسيوم في النصف الثاني من الدورة الشهرية (عادة قبل أسبوعين من الفترة التالية) لتخفيف ألم الثدي الدوري وكذلك أعراض ما قبل الحيض الأخرى.
يمكن أن يساعد تناول نظام غذائي منخفض الدهون وتقليل الكافيين في تخفيف الألم.
إذا أصبح ألم الثدي شديدًا أو استمر لفترة أطول من 3 أسابيع، يجب استشارة الطبيب لمناقشة الأعراض.
ومن أهم الأدوية المُستخدَمة لعلاج آلام الثدي: دانازول، الاستروجين الحيوي المانع، وتاموكسيفين، مضاد لمستقبلات هرمون الاستروجين، وبروموكريبتين، خافض البرولاكتين. وذكر التحليل التلوي من التجارب السريرية أن الثلاث أدوية تكون فعالة بشكل كبير في علاج الحالة.
قد يُعفى الألم عن طريق استخدام العقاقير غير الستيرويدية المضادة للالتهابات أو عن طريق التخدير الموضعي في الحالات الأشد. قد يُشفى الألم نفسيًا عن طريق طمأنة المرضى أنه لا يشير إلى وجود مشكلة خطيرة، كما يمكن أن يكون أسلوب الحياة النشط مؤثرًا في التحسن أيضًا.
تُستخدم مكملات اليود لعلاج أمراض الثدي الليفية ولكن هناك فقط أدلة ضعيفة لفعاليتها في علاج ألم الثدي.

## سرطان الثدي
ألم الثدي ليس من الأعراض الشائعة لسرطان الثدي. ولكن في بعض الحالات تكون الكتل المؤلمة سببها سرطان الثدي.